# 바비칸 에스테이트
바비칸 에스테이트(영어: Barbican Estate)는 영국 런던의 복합 주거 단지이다. 과거 제2차 세계 대전 당시 폭격으로 파괴된 자리에 세워졌으며 금융업의 중심지인 센트럴런던에 위치해 있다. 총 2,000가구를 수용할 수 있는 바비칸 주거단지는 전문직에 종사하는 중산층을 겨냥한 임대 주택으로 기획되었으며 부동산 시장에서는 아직까지도 고가의 매물로 평가 받는다. 단지는 바비칸 아트 센터와 길드홀 스쿨 오브 뮤직 앤 드라마, 영화관 및 공연장, 도서관, 실내 식물원 등의 시설과 함께 예술 복합 단지인 바비칸 컴플렉스(Barbican Complex)를 이루고 있다.
바비칸 컴플렉스는 영국 브루탈리즘 건축의 정수로 손꼽힌다. 히스토릭 잉글랜드는 밀턴 코트를 제외한 바비칸 컴플렉스 단지 전체를 2등급 등록문화재(Grade II listed)로 지정했다. 원래 소방서, 병원, 주거 구역을 수용했던 밀턴 코트는 새로운 주거 건물인 더 헤론(The Heron)을 짓기 위해 철거된 바 있다.

## 역사
서기 90년에서 120년 사이, 지금의 런던 박물관 자리 남동쪽에 로마 제국의 요새가 세워졌다. 런던 월과 알더스게이트 가(Aldersgate Street) 모퉁이가 만나는 교차지점이다. 서기 200년, 런던의 항구를 방어하기 위한 성벽이 건설되면서 크리플게이트(Cripplegate)로 알려진 웅장한 성문이 등장한다.
바비칸(Barbican)이라는 단어는 요새화된 전초 기지 또는 관문을 지칭하는 라틴어 바르베카나(라틴어: Barbecana)에서 유래했다. 이는 도시나 성을 방어하기 위한 목적으로 지어진 성문이나 다리 위에 위치한 타워를 부르던 이름이었다. 실제로 바비칸 컴플렉스가 있는 자리에는 과거 로마군의 망루가 있었는데, 그 흔적은 단지를 둘러싸는 도로 북쪽의 33-35번지에서 시작되며 요새가 있던 자리 앞에서 발견된다. 또한 비치 가(Beech Street)의 서쪽 끝과 연결된다. 해당 시설은 이후 북쪽 성벽과 합쳐졌다. 노르만인들은 이곳을 베이스 코트(Base Court)라고 불렀는데, 현대 영어단어 베일리(Bailey)의 유의어다.

## 구성
주거단지는 크게 3개의 타워형 블록, 13개의 테라스형 블록, 2개의 뮤형 주거구역, 그리고 포스턴(The Postern), 월사이드(Wallside), 밀턴 코트(Milton Court)라 명명된 공동 주거 건물로 나뉜다.

### 타워형 블록

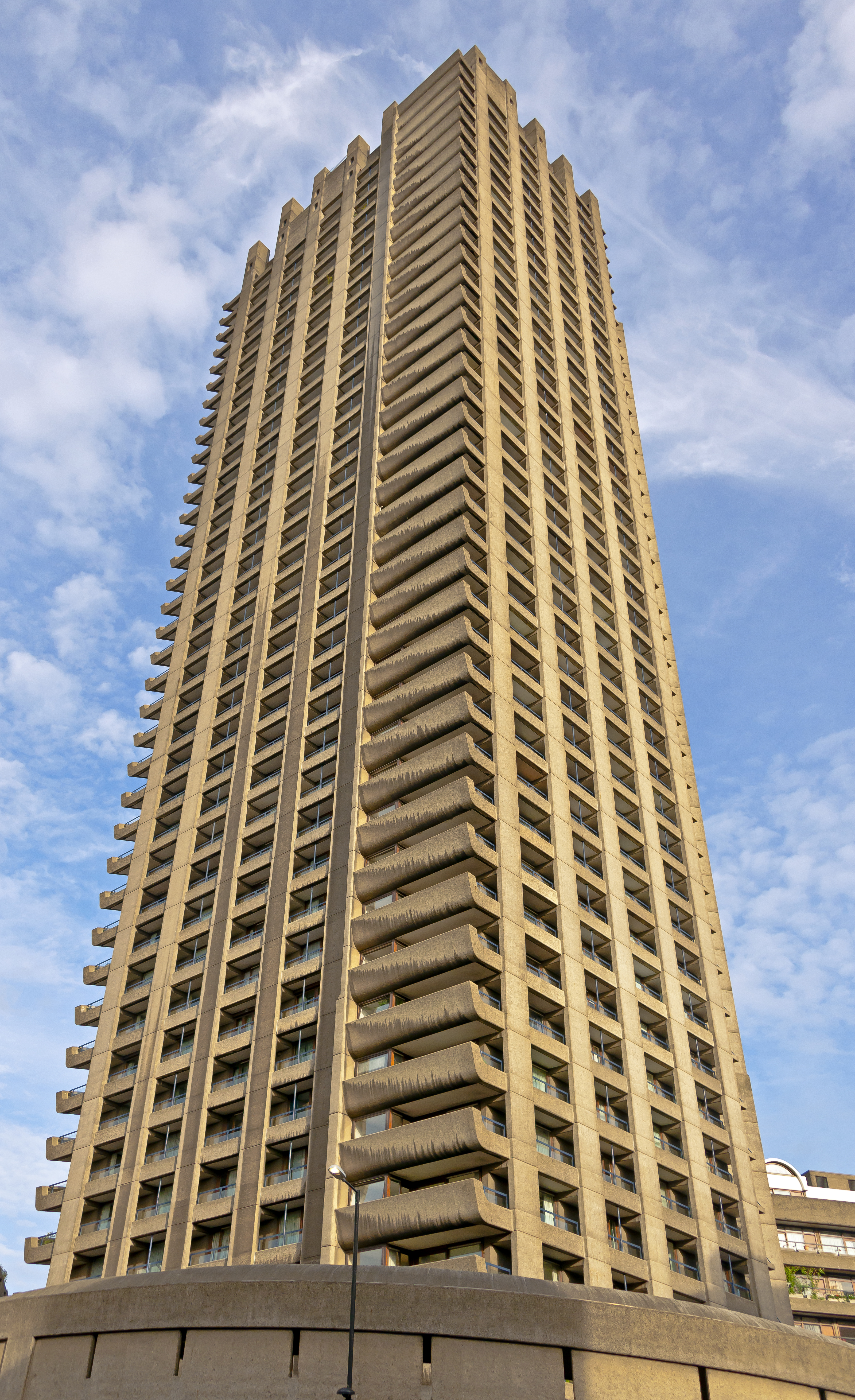
로더데일 타워

바비칸 주거단지는 20세기 런던에서 가장 높은 세 개의 고층 주거 타워였다. 타워의 높이는 42층, 123미터에 달한다. 한 타워의 최상부 2~3개 층은 3개의 펜트하우스로 구성되었다.
- 크롬웰 타워, 1973년 완공되었으며 올리버 크롬웰의 이름을 땄다.
- 로더데일 타워, 1974년 완공되었으며 스코틀랜드의 작위인 로더데일 백작의 명칭을 가지고 있다.
- 셰익스피어 타워, 1976년 완공되었으며 영국의 대문호 윌리엄 셰익스피어의 이름을 땄다.

한때 런던에서 가장 높은 주거용 건물이었지만 2009년 아일 오브 독스에 지어진 원 밀하버(1 Millharbour)에게 그 자리를 물려주게 되었다.

### 테라스형 블록

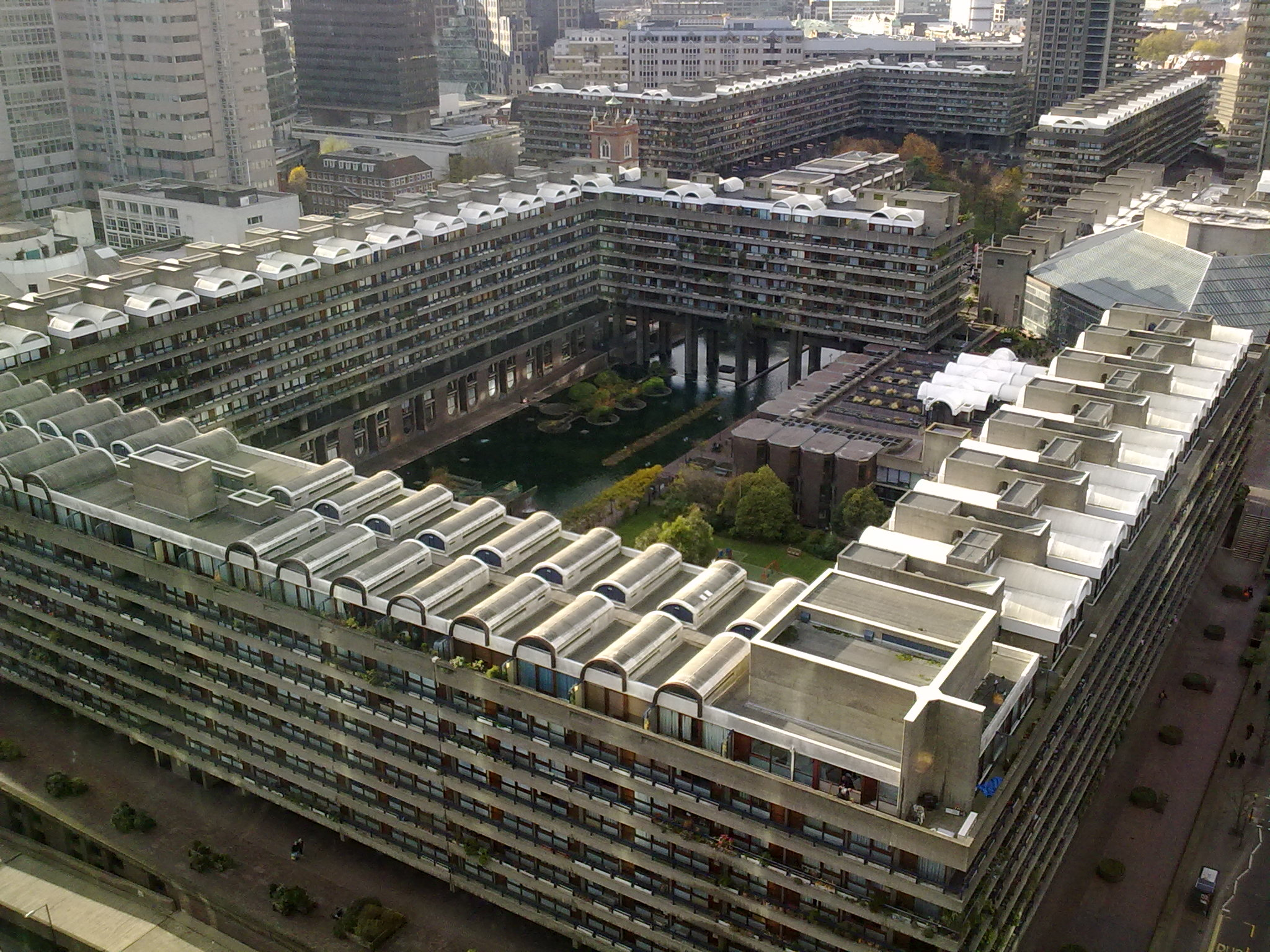
하늘에서 바라본 테라스형 블록

테라스형 블록은 호수와 사각형 녹지를 중심으로 뭉쳐있다. 주요 건물은 포디움(Podium) 위로 7층까지 지어졌다. 블록들은 주거공간을 마련함과 동시에 바비칸 단지 내 모든 시설을 연결하는 육교 역할을 한다. 메조네트 중 일부는 하부 포디움 구조에 내장된 형태로 지어졌다. 단지 안으로 차량이 접근할 수 없도록 설계되었지만 주변에 주차시설이 있고, 바비칸 센터에는 공용 주차장이 있다.
12개의 블록은 다음과 같다.
- 앤드류스 하우스(Andrewes House)
- 브레튼 하우스(Breton House)
- 브라이어 코트(Bryer Court)
- 분얀 코트(Bunyan Court)
- 데포 하우스(Defoe House)
- 프로비셔 크레센트(Frobisher Crescent)
- 길버트 하우스(Gilbert House)
- 벤 존슨 하우스(Ben Jonson House)
- 토마스 모어 하우스(Thomas More House)
- 마운트조이 하우스(Mountjoy House), 윌리엄 셰익스피어에게 방을 빌려준 프랑스의 가발제작사인 크리스토퍼 마운트조이의 이름에서 따왔다.
- 세든 하우스(Seddon House)
- 스피드 하우스(Speed House)
- 존 트런들 코트(John Trundle Court)
- 윌로우비 하우스(Willoughby House)

## 같이 보기
- 브루탈리즘
- 런던 월